# 青州镇 (三明市)
青州镇，是中华人民共和国福建省三明市沙县区下辖的一个镇。

## 行政区划
青州镇下辖以下地区：
夏茂社区、东街村、中街村、西街村、俞帮村、李窠村、洋元村、大布村、水头村、儒元村、上碓村、岩坑村、车溪村、岩观村、后垄村、洋邦村、长阜村、溪口村、新建村、瓦溪村、梨树村、月邦村、坡后村、中堡村、松林村、倪居山村、乐厝村和罗坑村。